# Окрог при Мотнику
Окрог при Мотнику (словен. Okrog pri Motniku) је насељено место у општини Камник, Средњесловенска регија, Словенија.

## Историја
До територијалне реорганизације у Словенији био је у саставу старе општине Камник.

## Становништво
У попису становништва из 2011. године, Окрог при Мотнику је имао 64 становника.
| Број становника према пописима | Број становника према пописима | Број становника према пописима |
| ------------------------------ | ------------------------------ | ------------------------------ |
| 1991                           | 2002                           | 2011                           |
| 55                             | 61                             | 64                             |

Напомена: До 1955. исказивано под именом Сподњи Окрог. Године 1952. повећана за насеља Згорњи Окрог и Петержиље, која су укинута.